# Giro di Lombardia 1940
Il Giro di Lombardia 1940, trentaseiesima edizione della corsa, si svolse il 27 ottobre 1940 su un percorso di 225 km con partenza e arrivo a Milano. Fu vinto dall'italiano Gino Bartali, che giunse al traguardo con il tempo di 6h32'57" alla media di 34,355 km/h precedendo per distacco i connazionali Osvaldo Bailo e Cino Cinelli. Conclusero la corsa, valida come settima e ultima prova del campionato italiano 1940, 37 dei 73 ciclisti al via.

## Percorso
Partita dal Poligono di Boldinasco a Milano, nella prima parte la corsa transitò nell'ordine da Rho, Legnano, Gallarate, Varese, Sant'Ambrogio Olona, Brinzio con la relativa salita, Rancio, Grantola, Ghirla, Ganna, di nuovo Varese, Malnate, Olgiate Comasco, San Fermo della Battaglia e Como. Nella seconda parte transitò quindi da Albese, Erba, Longone al Segrino, Canzo, Asso, Onno, Valbrona, Bellagio, Magreglio al termine della salita del Ghisallo, di nuovo Asso, Canzo, Monguzzo e da lì, in direzione sud, da Inverigo, Giussano, Seregno, Desio e Bresso fino al velodromo Vigorelli di Milano, sede del traguardo.

## Squadre e corridori partecipanti
Parteciparono alla prova sei squadre d'industria: la Legnano con tra gli altri Gino Bartali, Fausto Coppi e Mario Ricci, la Bianchi con le punte Cino Cinelli, Adolfo Leoni, Aldo Bini e Giovanni Valetti (assenti invece Olimpio Bizzi e Mario Vicini), la Gloria con Severino Canavesi, Glauco Servadei e Walter Generati, la Lygie capitanata da Giordano Cottur, la Gerbi con Osvaldo Bailo e Michele Benente, e l'Olympia con Enrico Mollo. Ai ciclisti "accasati" si aggiunsero alcune decine di "isolati", per un totale di 73 ciclisti al via.

## Ordine d'arrivo (Top 10)
| Pos. | Corridore         | Squadra    | Tempo    |
| ---- | ----------------- | ---------- | -------- |
| 1    | Gino Bartali      | Legnano    | 6h32'57" |
| 2    | Osvaldo Bailo     | Gerbi      | a 4'07"  |
| 3    | Cino Cinelli      | Bianchi    | s.t.     |
| 4    | Adolfo Leoni      | Bianchi    | s.t.     |
| 5    | Severino Canavesi | Gloria     | s.t.     |
| 6    | Enrico Mollo      | Olympia    | s.t.     |
| 7    | Salvatore Crippa  | Gerbi      | s.t.     |
| 8    | Guerrino Tomasoni | S.C. Binda | s.t.     |
| 9    | Luciano Succi     | Legnano    | s.t.     |
| 10   | Giovanni Valetti  | Bianchi    | s.t.     |